# Sico al II-lea de Salerno
Sico al II-lea (d. 855) a fost cel de al doilea principe longobard de Salerno.
Fiu și succesor al lui Siconulf, el a preluat domnia odată cu moartea tatălui său din 851 până la depunerea sa din 853. I se acordă numărul "al II-lea" datorită faptului că este al doilea conducător cu acest nume din sudul Italiei, iar nu doar din Principatul de Salerno. Se face astfel clara distincție de Sico de Benevento.
Sico era minor atunci când tatăl său a murit și a fost pus sub regența lui Petru. Acesta din urmă l-a depus pe minor, care a fugit spre nord, la împăratul Ludovic al II-lea. Potrivit celor scrise în anonima Chronicon Salernitanum, el ar fi ajuns la vârsta maturității în 855, când a revenit pentru a-și revendica principatul, însă a fost otrăvit.